# Нил Сорский
Нил Со́рский (в миру Никола́й Фёдорович Ма́йков; 1433, Москва — 1508) — православный святой, преподобный, крупный деятель Русской церкви, основатель скитского жительства на Руси, автор «Предания», «Устава о скитской жизни», а также ряда посланий, известный своими нестяжательскими взглядами.
Память его празднуется 7 (20) мая в день преставления и в 3-ю Неделю по Пятидесятнице вместе с Собором Вологодских святых.

## Жизнеописание
Социальное происхождение преподобного Нила точно неизвестно. Сам себя он называл «невежей и поселянином» (в письме Гурию Тушину), но из этого не следует его крестьянское происхождение: самоуничижительные эпитеты характерны для такого рода литературы. Сам же преподобный Нил по этому поводу говорил: «Аще кто от родителей явленных мира, или сродники име от преимущихъ въ славе мира, или самъ в сану коемъ или в чести в миру бе. И сиа безумие суть. Сия бо сокрывати подобает». С другой стороны, известно, что до пострига будущий подвижник служил подьячим, занимался списыванием книг, был «скорописцем». В сборнике Германа Подольного, одного из близких Нилу монахов Кирилло-Белозерского монастыря под 1502 годом сообщается о преставлении «Нилова брата» — Андрея, который был пострижен там с именем Арсений. Андрей Фёдорович Майко — личность известная. Это один из видных дьяков при правительствах Василия II и Ивана III. Его имя часто встречается в документах тех лет. Андрей Майко стал родоначальником дворянского рода Майковых. Таким образом, Николай Майков был образованным горожанином и относился к служилому сословию.
Пострижен Нил Сорский был в Кирилло-Белозерском монастыре при игумене Кассиане, постриженнике Спасо-Каменного монастыря. Временем его пострига можно считать середину 1450-х годов.
По всей видимости, в монастыре Нил занимал заметное положение. Ряд монастырских документов от 1460 до 1475 года имя Нила называет среди монастырских старцев, решавших хозяйственные вопросы. Возможно, другим монастырским послушанием будущего святого было списывание книг. Во всяком случае, его почерк угадывается в ряде рукописей из библиотеки Кириллова монастыря.
Примерно между 1475—1485 годами Нил вместе со своим учеником Иннокентием Охлябиным совершил длительное паломничество в Палестину, Константинополь и на Афон. Долгое время Нил Сорский пробыл на Афоне, где основательно познакомился со скитским устройством.
После возвращения в Россию на реке Соре, в небольшом удалении от Кириллова монастыря, Нил основал скит (впоследствии Нило-Сорская пустынь). В основу устройства скита были положены традиции скитского жительства древних скитов Египта, Афона и Палестины. От желающего подвизаться в скиту преподобного Нила требовалось знание Священного Писания и решимость следовать им. «Если есть и воля Божия, чтобы они пришли к нам, то подобает им предания святых знать, хранить заповеди Божии и исполнять предания святых отцов». Поэтому в скит принимались только грамотные монахи, прошедшие искус в общежительных монастырях.

## Литературная деятельность
Подвизаясь в безмолвии с малой братией, преподобный, однако, не оставил книжных занятий, которым придавал большое значение. Судя по количеству цитат, наибольшее влияние на Нила оказали Григорий Синаит и Симеон Новый Богослов, Иоанн Лествичник, Исаак Сирин, Иоанн Кассиан Римлянин, Нил Синайский, Василий Великий.
Главным его трудом следует назвать состоящий из 11 глав «Устав скитской жизни» Архивная копия от 20 мая 2021 на Wayback Machine. «Устав» предваряет краткое предисловие:
«Смысл этих писаний охватывает следующее: как подобает делание совершать иноку, хотящему истинно спастись в эти времена, что и мысленно и чувственно по божественным Писаниям и по житию святых отцов, насколько возможно, подобает поступать».
Таким образом, «Устав» преподобного Нила — это не регламент скитской жизни, а аскетическое наставление в духовной борьбе. Большое внимание преподобный уделяет «умной», или «сердечной», молитве, цитируя при этом Григория Синаита и Симеона Нового Богослова. Нет сомнений, что Нил Сорский принадлежит мистическо-созерцательному направлению в православном монашестве, возрождение которого связано с именем преподобного Григория Синаита. О связи преподобного Нила с исихазмом, как расширенно именуют монашеское харизматическое движение XIV—XV веков, писала М. С. Боровкова-Майкова. Из современных авторов этому аспекту уделили внимание Г. М. Прохоров, Е. В. Романенко.
Предание ученикам «О жительстве от святых писаний» Архивная копия от 27 мая 2021 на Wayback Machine уделяет больше внимания организации скитского быта, отношению к имуществу, отношениям с приходящими из мира людьми. Говорится об умеренности в посте, который должен соответствовать «силе тела и души». В начале «Предания» дано исповедание веры Нила Сорского.
Кроме того, известен ряд его посланий: Гурию Тушину, Герману Подольному, Вассиану Патрикееву, «брату, пришедшему с восточной стороны», а также две молитвы.
Другой стороной литературной деятельности преподобного Нила была его деятельность как переписчика и составителя житийных сборников.
О методе работы преподобного с текстом красноречиво говорят его фразы из посланий Гурию Тушину и Герману Подольному. В послании Тушину он пишет: «Если не найду согласное с моими соображением о начинании дела, откладываю его, пока не найду; когда же найду, благодатью Божьей, делаю в благой уверенности как одобренное. От себя же не смею делать, поскольку я невежда и поселянин». «Когда случается мне что-то предпринять, если не нахожу того в Святых Писаниях, откладывая на время, пока не найду»,— пишет он в послании Герману Подольному. Сравнивая списки, он находит в них «много неисправленна», старается исправить «елико возможно его худому разуму». Поэтому списывает «с разных списков, тщася обрести правый». Если это не удаётся, он оставляет в рукописи пробел, с заметкой на полях: «От зде в списках не право», или: «Аще где в ином переводе обрящется известнейше (правильнее) сего, тамо да чтется».
Было бы неверным предполагать, что подвижник полагает своё разумение критерием истинности Писаний, призывает к рациональному их осмыслению и согласованию с доводами разума. Анализ его житийных сборников, сравнение с изданными полвека спустя Великими Минеями Четьями митрополита Макария, привели исследователей (Н. В. Покровский, Я. С. Лурье) к выводу, что правке была подвергнута не содержательная часть житий, а только текст. Правки касались грамматики, синтаксиса (в частности, преподобный убирал кальки с греческого), стиля. Добавлены правки, уточняющие смысл, исправлено неверное употребление слов. Таким образом, текст становился более понятным и удобочитаемым.
Труды преподобного Нила пользовались большим уважением и в монастыре преподобного Иосифа. Два монаха Иосифова монастыря, это Нил Полев и Дионисий Звенигородский, долгое время (до 1512 года) жили в Кирилловом монастыре и сделали списки Ниловых сборников для своей обители. Однако, начиная с 30-х годов, писания Нила в Волоколамском монастыре стали переписывать без указания авторства.

## Исихазм и нестяжание
Нил Сорский в Послании Гурину Тушину писал, что «цвѣты добродѣтелей» расцветают от «безмолвия» (греч. исихии) и иссушаются от бесед. Подвиг состоит в «отсечении помыслов» и «отступлении мира». Своим послушникам Нил Сорский напоминал необходимость физической работы, «ибо жительство и нужды наши от наших собственных трудов должны устраиваться». Он напоминал слова апостола Павла о необходимости труда (2Фес. 3:10). Он призывал не злоупотреблять милостыней. «Стяжание» признавал за «яд смертоносный». Если случится нанимать работников, то их «не подобает должной платы лишать». Нил Сорский критиковал желание украшать церковь («сосуды золотые и серебряные, даже и священные, не подобает иметь»), поскольку это может привести к «восхищению делу рук человеческих» и «гордости» за «красоту зданий»

## Об отношении к Священному Писанию и церковному преданию
Мысль о разумном исполнении Священного Писания является одной из основных тем посланий преподобного Нила. Особенно часто он об этом говорит в послании Герману Подольному. В частности он пишет: «Повиноваться Богу по божественным Писаниям, а не так бессмысленно, как некоторые: и когда в монастыре с братьями, будто бы в повиновении, в самоволии бессмысленно пасутся, и отшельничество так же осуществляют неразумно, плотской волей ведомые и разумом неразмышляющим, не понимая ни того, что делают, ни того, в чём утверждаются». В «самоволии» — то есть не по Божьей воле, не по Его Писаниям, а в мнимом послушании по человеческим представлениям и без разумения.
Требуя разумного прохождения монашеского подвига, преподобный Нил настаивает на разборчивости в чтении писаний. «Писаний ведь много, но не все они божественные»,— пишет он Гурию Тушину. Однако понимать эти слова, как критическое отношение к святоотеческому преданию было бы неверным. В «Предании» преподобного Нила приводится его исповедание веры, в котором, между прочим, говорится: «Прибегаю всею душою к святой соборной апостольской Церкви, и все учения, которые она приняла от Господа и от святых апостолов, и святых отцов Вселенских Соборов и поместных, и прочих святых отцов святой Церкви и, приняв, нам передала о православной вере и о практических заветах…». Вряд ли это дежурные фразы, которые святой зачем-то пересказывает ученикам. Да и сама его деятельность (о чём мы говорили выше) указывает на почтительное отношение Нила к церковному преданию. В данном случае речь может идти о сомнении относительно каких-либо неканонических книг «по преданиям человеческим», или же просто о неисправных списках. (Сравнить: по мнению болгарского реформатора церковно-славянского языка XIV века Константина Костенченского при расхождении слова и сущности возможны ереси и искажения.)

## Отношение Нила Сорского к ереси жидовствующих
В вопросе отношения Нила Сорского к ереси жидовствующих среди историков нет единодушия. Предположения о близости идей Нила Сорского с идеями «жидовствующих» ранее высказывались рядом исследователей, среди которых Ф. фон Лилиенфельд, Д. Фенел, А. А. Зимин, А. И. Клибанов. В той или иной мере сближают его взгляды с еретиками А. С. Архангельский, Г. М. Прохоров. Сомнения вызывает его критика по отношению к писаниям, подозрение в отвержении церковного предания, его нестяжательские убеждения, терпимость к кающимся еретикам. На его безусловной православности настаивает Я. С. Лурье. Не сомневаются в его православии и известный историк церкви митрополит Макарий (Булгаков), протоиерей Георгий Флоровский.
Исповедание преподобного Нила не позволяет сомневаться в православии сорского старца. Обращает на себя внимание то, что в тексте исповедания отражены положения, неприемлемые для жидовствующих. Нил Сорский утверждает исповедание «единого Бога в Троице славимого», Боговоплощение, веру в Богородицу, почитание «святых отцов святой Церкви» отцов Вселенских и поместных соборов. Заканчивает своё исповедание преподобный Нил словами: «Лжеименных же учителей еретические учения и предания все проклинаю — я и пребывающие со мной. И еретики все чужды нам да будут». Вполне уместно предположить, что это исповедание, включённое в «Предание ученикам» как раз и имеет своей целью предупредить их от еретических шатаний.
Больший интерес представляет не отношение Нила к еретическим идеям, тут сомневаться особенно не в чём, а его отношение к самим еретикам и ереси, как явлению (А. С. Архангельский, например, говорит о веротерпимости Нила).
Известно, что вместе со своим старцем Паисием Ярославовым он принимал участие в соборе против новгородских еретиков в 1490 году. В IV-й Новгородской летописи имена авторитетных старцев упоминаются наравне с епископами. Существует устойчивое предположение, что относительно мягкий соборный приговор был принят под влиянием кирилловских старцев. Однако никаких сведений относительно того, насколько их мнение повлияло на решения собора, мы не имеем. Ранее, в 1489 году один из главных борцов с ересью архиепископ Новгородский Геннадий в письме к архиепископу Ростовскому Иосафу просил возможности посоветоваться со старцами Нилом и Паисием по вопросам ереси. Однако эти скудные сведения не могут прояснить картину: из них ровным счётом ничего не следует.
Косвенным указанием на позицию преподобного может служить известное отношение заволжских монахов к покаявшимся еретикам, выраженное одним из учеников преподобного Вассианом Патрикеевым. Уже после смерти Нила он в ряде «слов» выступил против карательных мер преподобного Иосифа, призывая его не бояться богословских диспутов с еретиками. Покаявшиеся еретики, по мнению Вассиана, должны быть прощены. Не казни и жестокие наказания, а покаяние должны исцелить ересь. При этом Вассиан ссылается на святых отцов, в частности, Иоанна Златоуста.
Е. В. Романенко обратила внимание на подборку житий в сборнике Нила Сорского. Эта подборка свидетельствует об интересе преподобного к истории Церкви, конкретно, к истории ересей. В «Житии Евфимия Великого» повествуется, как святой противостоял «жидомудренному» Несторию. Здесь же обличаются ереси манихеев, оригеновская, арианская, савеллианская, монофизитская. Даётся представление об этих учениях. Примеры из жизни Евфимия Великого и Феодосия Великого показывают твёрдость в исповедании веры святых, свидетельствуют о поведении святых во время смут. Романенко считает, что такой подбор житийной литературы связан с борьбой против жидовствующих, которые, как известно, отрицали Боговоплощение и Божественную природу Христа. Обращает внимание и на жития святых — борцов с иконоборчеством: Феодора Студита, Иоанна Дамаскина, Иоанникия Великого.
Я. С. Лурье установил факт, что ряд «Слов» в иосифовом «Просветителе», в том числе и жёсткие слова о еретиках, были переписаны рукой Нила Сорского. А так как он, по его собственным словам, «переписывал только то, что находил согласным со своим разумом», можно сделать вывод о согласии в вопросе необходимости борьбы с еретиками двух преподобных. Участие в работе над антиеретическим трактатом Иосифа Волоцкого Лурье считает ещё одним косвенным доказательством участия старца Нила в борьбе с ересью. Различия касаются только методов этой борьбы.
Сотрудничество в составлении «Просветителя» позволяет скорректировать наши представления об отношениях двух святых XV века, с одинаковой энергией стремившихся найти форму идеального монастырского устройства.

## Отношение к монастырскому имуществу
Одним из известнейших фактов в жизни Нила Сорского, привлёкший к нему пристальное внимание исследователей, был его протест против землевладельческих прав монастырей на соборе 1503 года. Согласно выводам исследователей конца XIX века, в конце собора 1503 года, который занимался дисциплинарными вопросами, «нача старец Нил глаголати, чтобы у монастырей сёл не было, а жили чернецы по пустынем, а кормили бя ся рукоделием» («Письмо о нелюбках»). Таким образом, преподобный Нил выступил не только против монастырского землевладения, но и вообще против общежительных монастырей в пользу скитского устройства. Иосиф Волоцкий, спешно вернувшись в Москву, отстоял монастырские имения. После смерти преподобного его идеи пытался воплотить в жизнь «ближайший его ученик» князь-инок Вассиан Патрикеев. Однако другой источник, обнаруженный в 60-х годах прошлого века, «Слово иное», утверждает, что инициатором был великий князь, преподобный же лишь поддержал его. Оппонентом был не Иосиф Волоцкий, а Геннадий Новгородский. Существует ещё запись самого Вассиана Патрикеева, в которой говорится о великокняжеской инициативе в этом вопросе. Известный «Соборный ответ 1503 года», как доказывает А. И. Плигузов, является позднейшей компиляцией. В то же время никаких соборных решений по земельным вопросам не существует, хотя решения по дисциплинарным вопросам известны во многих списках. Нет о них упоминания и в первые десятилетия после собора. Насколько можно доверять тому или другому источнику — вопрос источниковедческого анализа, о взгляде же самого Нила Сорского на эту проблему стоит говорить на основании им лично написанных текстов.
Как следует из «Предания», преподобный Нил различает условия общежительного монастыря и скита. Если в общежитии допустимо (и необходимо) заниматься тяжёлым, в том числе и земледельческим трудом, то в скиту нужно ограничиться минимально необходимым, делать то, «что возможно под кровом». «Если в общежитиях при необходимости под открытым небом труды — гнать, например, упряжку волов пахать и иные из своих тяжёлых работ — похвальны, как говорит божественное Писание, то для живущих особо это заслуживает укора». Таким образом, для общежития допустимы сельскохозяйственные работы, в частности преподобный говорит о вспашке поля. Но занятие земледелием предполагает и обладание землёй. Следовательно, Нил Сорский не выступает против монастырского землевладения в принципе. При этом он ссылается на Писание («Не работающий да не ест» (2 Фес. 3,10)) и святых отцов. Не отрицает он и наёмный труд, в том числе для скитского устройства: «Работающему у нас, если случится кто из мирских, не подобает того, что должно дать, лишать, но больше надо подавать им». Но «стяжания же, по насилию от чужих трудов собираемые, привносить совершенно нам не на пользу». Очевидно, речь идет о «сёлах», монастырских владениях с посаженными на них крестьянами.
По необходимости насельники скита могут принимать небольшую милостыню, но не более того. Сами же иноки не должны стремиться давать милостыню, ибо лучшее подаяние от того, кто обязался не иметь ничего излишнего — это слово и наставление. «Нестяжание ведь выше таковых подаяний»,— цитирует преподобный св. Исаака Сирина.
Как видим, Нил Сорский отнюдь не был сторонником уничтожения монастырского общежития и полного лишения монашеской братии общих имуществ. Но в монашеской жизни он призывал придерживаться «потребительского минимализма», довольствуясь лишь необходимым для пропитания и устройства элементарного быта.
Говоря об украшении церквей как о чём-то излишнем, преподобный цитирует святителя Иоанна Златоуста: «Никто никогда не был осуждён за неукрашение церкви».
Г. М. Прохоров обратил внимание на пометы, сделанные рукой преподобного Нила на полях переписанных им житий. Они относятся к текстам, в которых говорится о скупости, жестокости, нестраннолюбии, сребролюбии. «Зрите, немилостивые», — написано рукой преподобного, — «Сие зело страшно». Преподобного волнуют прежде всего вопросы, связанные с недостойным поведением иноков. Примеры же нестяжания и избежания мирской славы он выделяет как достойные подражания. Пометы «зри» относятся и к примерам нестяжания, избежания мирской славы (Житие Иллариона Великого, удалившегося в Египет к язычникам). Акцент нестяжательности Нила переносится в область личной морали, становится предметом и средством монашеского деланья.
Предупреждая Гурия Тушина от бесед «о прибыли монастырского богатства и стяжании имуществ пекущимися», он предостерегает и от полемики с ними: «Не подобает же на таковых и словом наскакивать, ни поносить, ни укорять их, но надо предоставить это Богу». Основной задачей монаха является молитва и внутреннее делание. Но если кто из братьев обратится с соответствующим вопросом, то надо отдать ему и душу. «С людьми иного рода беседы, пусть и малые, иссушают цветы добродетелей».

## Кончина преподобного Нила и вопрос о его почитании
Преставился Нил Сорский в 1508 году. Перед кончиной он написал «Завещание», в котором просил своих учеников «повергнуть тело его в пустыне, да изъедят é зверие и птица, понеже согрешило есть к Богу много и недостойно есть погребения. Аще ли сице не сътворите, и вы, ископавшее ровъ на месте, идеже живем, съ всякимъ бесчестіем погребите мя». Однако это завещание ученики его выполнили формально: преподобный был погребён на территории скита у стены церкви Сретенья Господня. Несмотря на ранее почитание «начальника скитского жития», какого-либо акта, говорящего о его канонизации — нет. Очевидно, долгое время он был канонизирован только для местного почитания (для этого достаточно устного благословения местного владыки), но когда это произошло, сказать трудно. На факт канонизации указывают косвенные следы: наличие ему службы, тропаря, кондака, икоса. Однако вплоть до XVII века в основанной им пустыни ему служат панихиды, что исключает его признание как святого. Первое упоминание его как канонизированного святого зафиксировано в Месяцеслове келаря Троице-Сергиевой лавры Симона (Азарьина) в 1656 году, посетившего Белозерский край незадолго перед этим. В это же время на пожертвования над гробом святого была построена деревянная церковь Иоанна Предтечи, был составлен канон преподобному (упоминается в описи монастырских книг 1682 года). Таким образом, канонизация святого произошла не позднее 2-й половины XVII века.

## Память о святом
В 1862 году Ф. А. Верховцевым была выполнена новая рака для мощей преподобного.
В мае 2008 года в селе Ферапонтово освятили церковь в честь преподобного Нила Сорского. Настоятелем храма является о. Сергий (Ершов)

## Издания
- Нил Сорский, преп. О восьми главных страстях и о победе над ними. М.: 1997.
- Нил Сорский, Наставление о душе и страстях. СПб: «Тропа Троянова»; 2007.
- Nil Sorsky. The Authentic Writings. Translated, edited, and introduced by David M. Goldfrank. Kalamazoo, MI: Cistercian Publications. 2008 (Cistercian Studies Series, 221).
- Нил Сорский. Наставление о душе и страстях. Иваново: Издательство «Роща», 2013.